# AJS
AJS – brytyjska marka motocykli produkowanych od 1909 do 1931 przez przedsiębiorstwo A. J. Stevens & Co. Ltd w Wolverhampton w Anglii. Po sprzedaży firmy nazwa była nadal używana przez Matchless, Associated Motorcycles i Norton-Villiers na motocyklach czterosuwowych do 1969. Firma posiadała 117 motocyklowych rekordów świata.

## Historia
W 1897 roku Albert John Stevens zbudował swój pierwszy silnik benzynowy w kuźni swoich rodziców. W 1909 roku Albert John Stevens wraz ze swoimi braćmi Harrym, George'em i Joe założył firmę AJ Stevens & Co. Ltd. Wszyscy czterej bracia byli dobrymi motocyklistami i odnieśli szereg sukcesów. Zaprezentowano pierwsze lekkie motocykle własnej produkcji, które wyposażone były w jednocylindrowe silniki i dwubiegowe skrzynie biegów. Ten pierwszy A.J.S. miał silnik o pojemności 292 cm³. Następnie pojawił się już motocykl z silnikiem widlastym o pojemności skokowej 800 cm³ i trzybiegową skrzynią biegów. Silniki te były sprzedawane też innym wytwórcom motocykli. W 1909 motocykl Wearwell z silnikiem zbudowanym przez Stevensa wygrał 24-godzinny wyścig. Pracowali nad ulepszaniem i poszerzaniem linii produktów, a w późnych latach 20. XX w. rozpoczęli produkcję samochodów.
Albert John Stevens użyczył firmie swoje inicjały, ale była to wytwórnia rodzinna. W 1922 Harry Stevens pełnił funkcję dyrektora zarządzającego, George Stevens jako kierownik handlowy, Joe Stevens Junior zarządzający sekcją eksperymentalną, a Jack Stevens jako kierownik produkcji.
W 1911 AJS wystartował w Isle of Man TT dla maszyn o pojemności‚ci do 300 cm³. AJS nie startował w 1912 w TT, ponieważ był zajęty zaspokajaniem dużego popytu na swoje produkty, ale zajął 10. miejsce w 1913 klasie Junior. Po podniesieniu limitu Junior do 350 cm³ w 1914, motocykl AJS o pojemności 349 cm³, z czterobiegową skrzynią biegów odniósł pierwsze zwycięstwo TT w wyścigu Junior 1914 Isle of Man TT, zajmując jednocześnie drugie, trzecie, czwarte i szóste miejsce.
W czasie I wojny światowej AJS przestawił się na produkcję amunicji i dopiero na początku 1917 na zamówienie Rosji zaczęto produkować motocykl AJS Model D.
Po wznowieniu w 1920 produkcji motocykli silnik dolnozaworowy został zastąpiony nową konstrukcją górnozaworową, która wytwarzała 10 KM. Cyril Williams wygrał pierwszy powojenny wyścig Isle of Man TT Junior w 1920 na AJS 350. AJS zajął pierwsze cztery miejsca w 1921 Isle of Man TT, a Howard R Davies poprawił swoje drugie miejsce w Juniorach, wygrywając Seniorów na tym samym AJS 350 cm³. To był pierwszy raz, kiedy 350 wygrał wyścig 500 cm³ Senior TT. W 1922 AJS zajął dwa pierwsze miejsca miejsce w TT Junior.
W 1931 wypuszczono AJS S3 o pojemności 496 cm³ z aluminiowymi głowicami cylindrów. Opracowanie było drogie. Mimo że firma posiadała 117 rekordów świata, firma AJS była teraz w tarapatach finansowych.
W 1931 firma AJ Stevens & Co zbankrutowała. Po tym, jak BSA nie udało się przejąć kontroli, aktywa motocyklowe zostały kupione przez londyńską firmę braci Collier Matchless i producenta samochodów Crossley Motors. Crossley używając części zakupionych od AJS zbudował około 300 samochodów w okresie od grudnia 1931 do maja 1932. Montaż odbył się w fabryce Stockport używanej przez Willysa Overlanda Crossleya. Produkcja motocykli została przeniesiona do Plumstead w Londynie.

## Historia AJS pod auspicjamiAssociated Motor Cyclesi Norton-Villiers
W 1937 bracia Collier połączyli swoje dwie marki: Matchless, Sunbeam i A.J.S. w nową firmę, Associated Motor Cycles.
W 1938 pojawił się nowy jednocylindrowy, górnozaworowy model o pojemności 350 cm³, nazwany R7. Po II wojnie światowej zmodyfikowana maszyna zaprezentowana w 1949 nosiła nazwę A.J.S. 7R „Boy-Racer”. Dalsza modyfikacja silnika polegająca na dodaniu trzeciego zaworu zwiększyła moc silnika o 4 KM w stosunku do wyjściowego 7R. Model 7R3 (AJS 7R3 „TRIPLE KNOCKER”) zdominował juniorski TT w latach 50. XX w. i okazał się jedną z najbardziej udanych maszyn wyścigowych na świecie, aż do zaprzestania produkcji w 1961.
W 1965 fabryka zaprzestała działalności wyścigowej. W 1968 zakład został ostatecznie zamknięty.

## AJS znów niezależni
W 1974 inżynier Fluff Brown nabył prawa do nazwy firmy A.J.S. i kontynuował produkcję motocykli crossowych AJS Stormer z silnikami dwusuwowymi o pojemności 250 cm³ i 350 cm³ w Andover.
Od otwarcia fabryki w Chińskiej Republice Ludowej zajmuje się produkcją A.J.S. CR3, motocykl uliczny o pojemności 125 cm3 oraz przeróbką motocykli tzw. choppery.

## Galeria

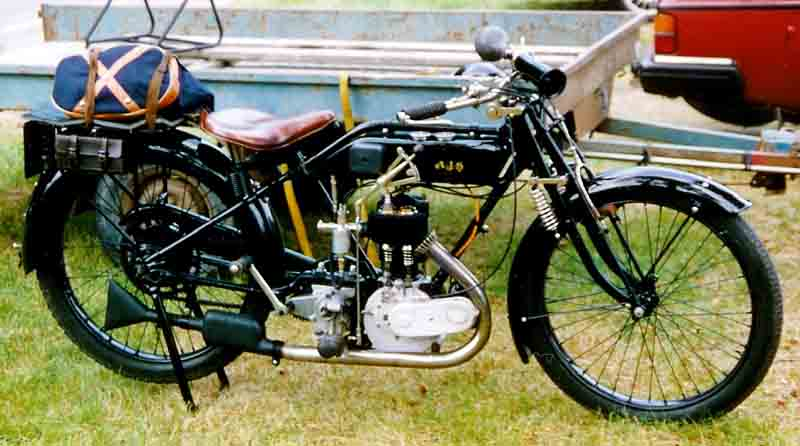
AJS 192X
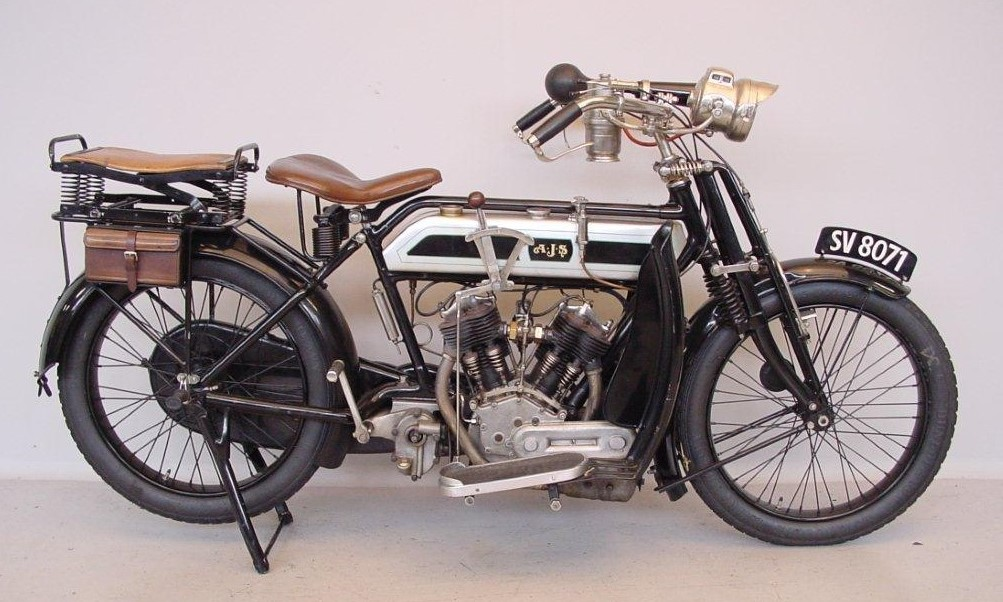
AJS Model D (1913)
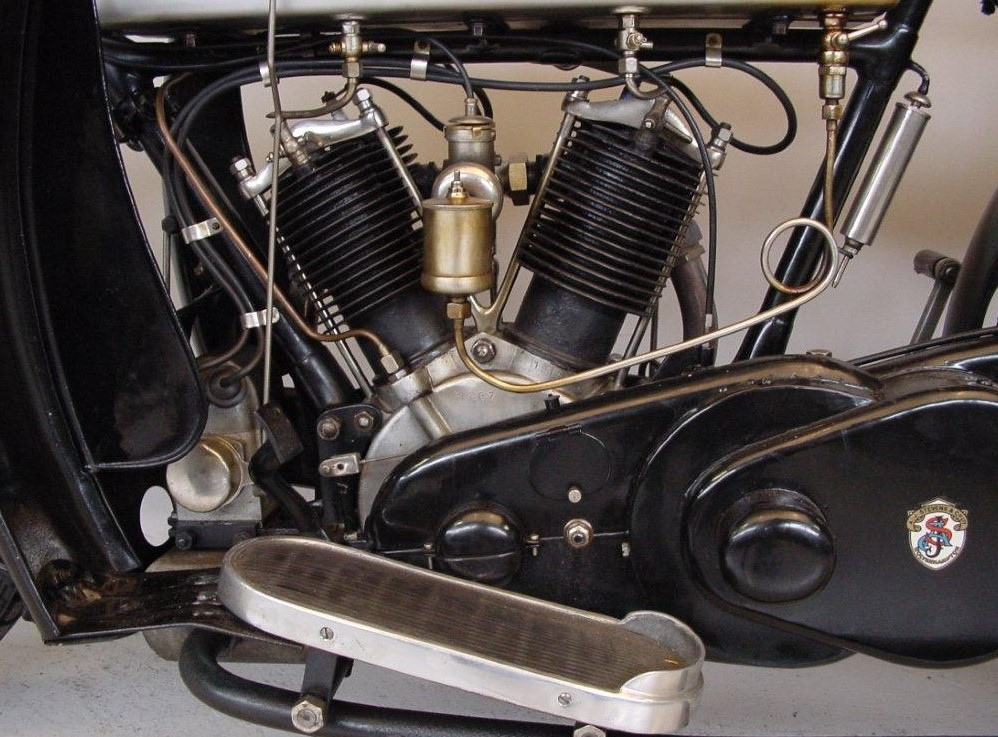
AJS - silnik widlasty modelu D (1913)
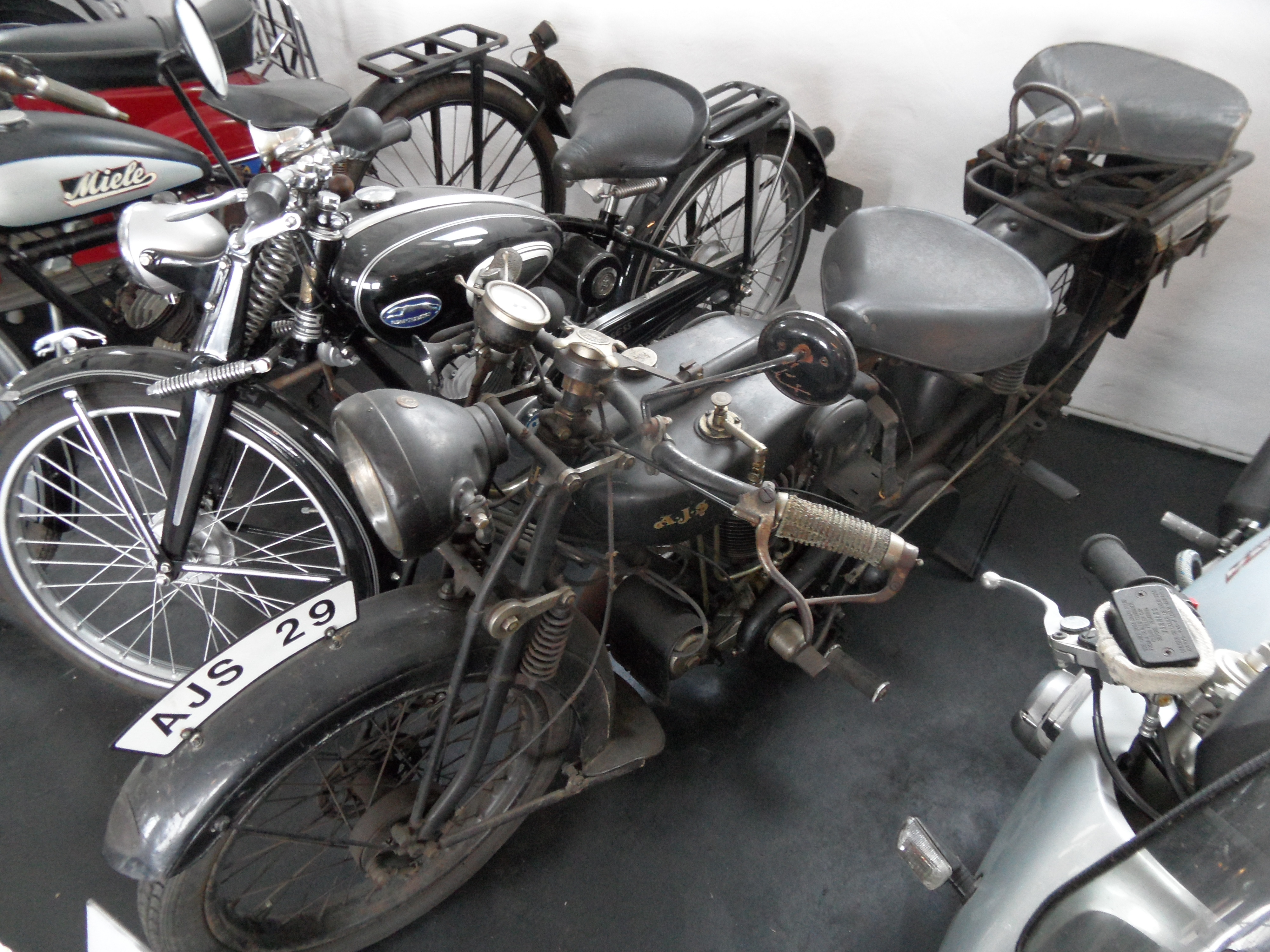
AJS 500 cm³ (1929)
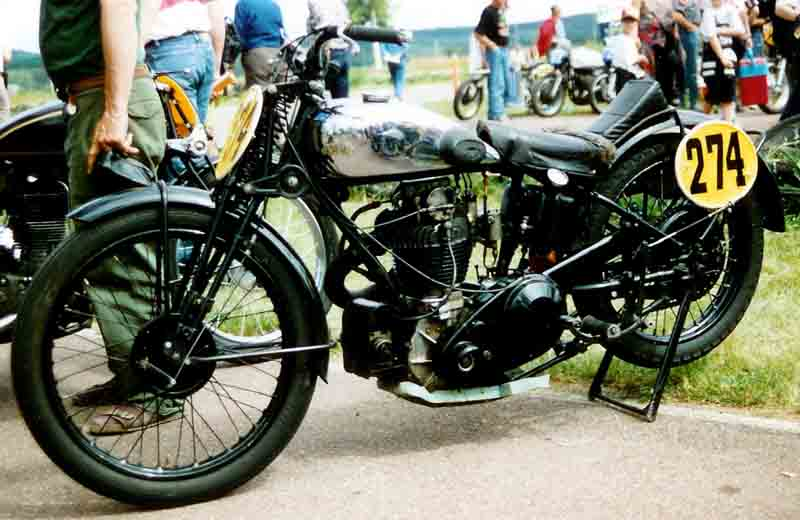
AJS 500 cm³ (1931)
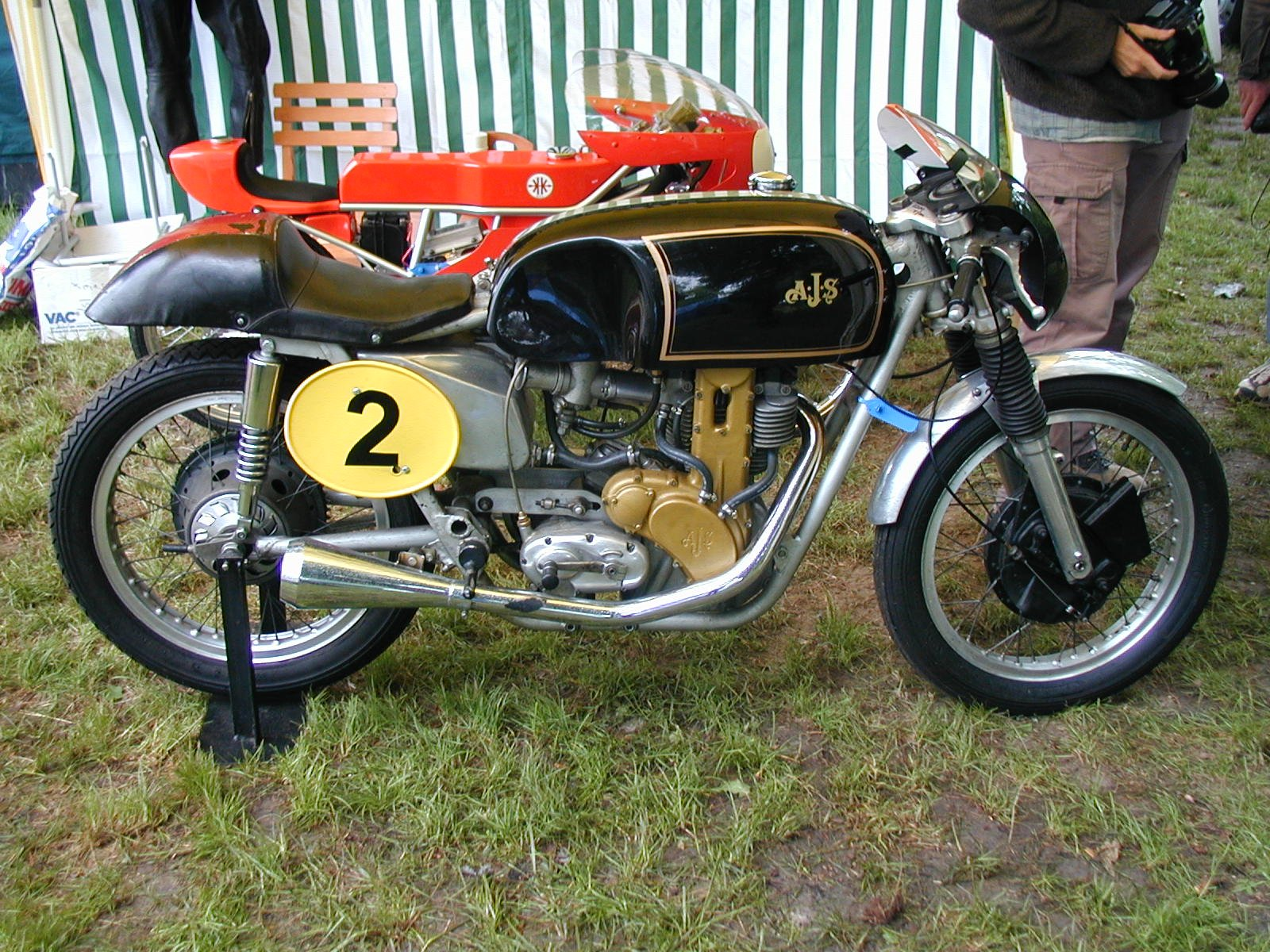
AJS 7R 350 cm³„Boy Racer"
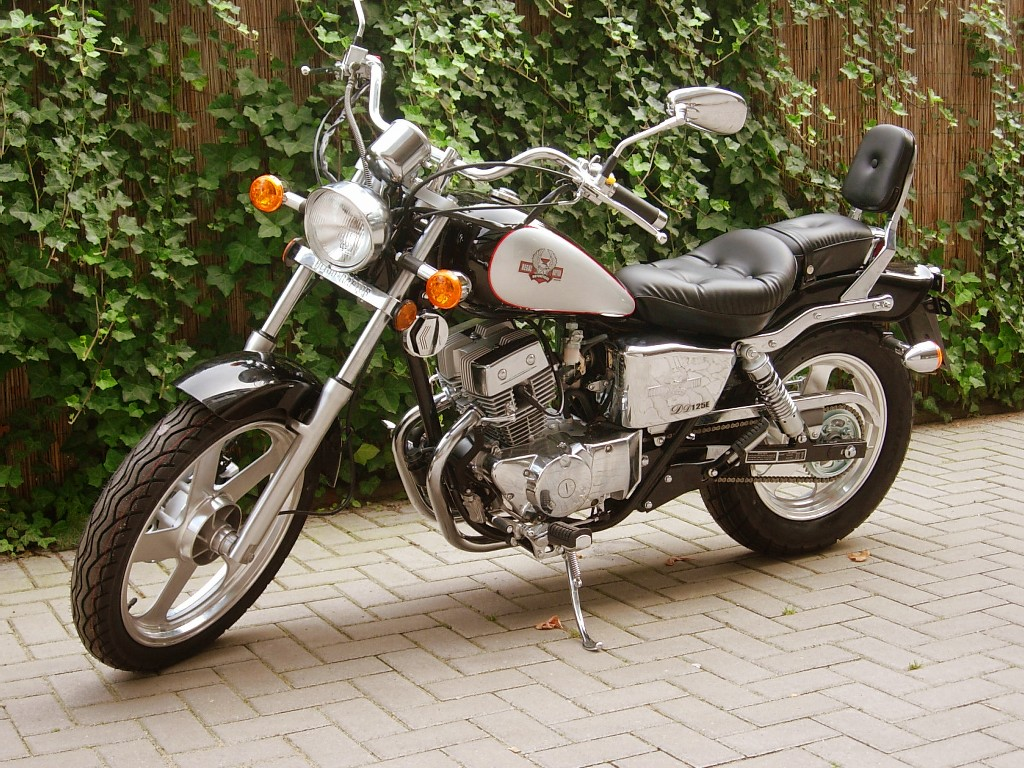
AJS Regal-Raptor DD125E (chopper) (2006)